# Association canadienne d'éducation de langue française
L’Association canadienne d’éducation de langue française (ou ACELF) est un réseau pancanadien d’expertise-conseil en construction identitaire. Elle accompagne les intervenantes et les intervenants en éducation de langue française, partout au Canada, pour renforcer leur pouvoir d’action et leur leadership dans le but d’aider les jeunes à faire une place significative à la langue française et à la culture francophone dans leur vie. L’ACELF est un organisme à but non lucratif.
L’ACELF existe depuis 1947 et est composée d’un réseau pancanadien de membres qui adhèrent à sa mission, ainsi que de bénévoles qui s’y investissent par le partage de leur expertise et d’une équipe d'employés qui assurent la mise en œuvre de ses activités.
L’ensemble des activités de l’association vise à soutenir les intervenants du réseau éducatif de langue française du Canada dans leur mission en construction identitaire francophone auprès des jeunes. L’association organise annuellement un congrès pancanadien, des stages de perfectionnement, une semaine nationale de la francophonie et des stages en enseignement. Elle produit et diffuse également des ressources et du matériel pédagogique pour outiller les intervenants dans leurs actions et dans leur réflexion.
L’ACELF est appuyée financièrement par les gouvernements fédéral et provinciaux. Elle travaille aussi régulièrement en partenariat avec d’autres organismes du réseau associatif francophone. Elle est notamment étroitement engagée dans les travaux du Plan d’action national en éducation, adopté lors du Sommet des intervenants en éducation dans la mise en œuvre de l'article 23 en milieu francophone minoritaire tenu à Ottawa en juin 2005.

## Histoire

### Fondation
L'Association canadienne des éducateurs de langue française est fondée le 23 novembre 1947 par un comité mis sur pied par le Comité permanent de la survivance française en Amérique (lequel prendra le nom de Conseil de la vie française en Amérique en 1956) en réponse à un appel de l’épiscopat catholique canadien lancé en 1944 pour organiser une association canadienne d’éducateurs catholiques. L'ACELF est ainsi le premier organisme à réunir de façon pancanadienne les intervenants de langue française du milieu de l'éducation. Les lettres patentes de l'ACELF indiquent que ses buts, au moment de sa fondation, sont de : 

« (a) Servir la cause de l'éducation catholique et française au Canada. (b) Susciter l'intérêt et stimuler l'action dans le domaine de l'éducation catholique et française. (c) Favoriser la coopération et la coordination de tous les organismes d'éducation et de tous les éducateurs catholiques et français sur toutes les questions d'intérêt commun. (d) Mettre à la disposition des éducateurs catholiques de langue française un service de renseignement. »Université d'Ottawa, CRCCF, Fonds ACELF (C156), C156-SA-S1-SS2-D1.

— E.H. Coleman, Lettres patentes constituant en corporation l'Association canadienne des éducateurs de langue française.
Le président du Comité permanent de la survivance française en Amérique, Ernest Désormeaux, a été le premier président de l’ACELF. En 1968, l'organisme change son nom pour adopter celui de l'Association canadienne d'éducation de langue française. Le siège social de l'ACELF est initialement situé à Ottawa, mais se déplace dans la ville de Québec dès 1949. 

### Évolution
Dans les années 1960, l'ACELF encourage les différentes communautés francophones qu'elle regroupe dans leurs projets éducatifs respectifs tout en favorisant une identité commune et un projet collectif, soit celui canadien-français. Une redirection s'opère dans la foulée de la Révolution tranquille et, au tournant des années 1980, l'ACEF accorde une importance croissante aux particularités régionales des milieux scolaires francophones à travers le pays ainsi qu'au pluralisme culturel. À partir des années 2000, l'ACELF concentre ses efforts dans « l'amélioration de la qualité du système éducatif de langue française et elle s'engage davantage dans le domaine de la construction identitaire [...] ses initiatives, ses activités de réflexion et de concertation stimulent l'émergence, puis le développement d'une identité culturelle francophone dynamique et un sentiment d'appartenance à la francophonie canadienne chez les élèves, les enseignantes et enseignants, les parents et les directions des écoles francophones ». 
Les archives de l'ACELF sont conservées par le Centre de recherche en civilisation canadienne-française de l'Université d'Ottawa (CRCCF). En 2022, le CRCCF et l'ACELF collaborent pour souligner les 75 ans d'activité de l'ACELF et lancent ainsi une exposition virtuelle disponible intégralement en ligne intitulée L'ACELF, 75 ans à la promotion de l'éducation en français (1947-2022). 

### Quelques réalisations historiques
Pour informer régulièrement ses membres, l'ACELF publie à partir de 1955 Le Bulletin, qui deviendra en 1982 Au fil des jours, puis L'ACELF en action (cette fois en format électronique) en 2005. Lors de son congrès annuel de 1970, l'ACELF lance une nouvelle publication, la Revue de l'ACELF, qui prendra le titre Éducation et francophonie à compter de 1989. L'ACELF soumet aussi de nombreux mémoires, plans d'action, et bilans portant sur la francophonie canadienne aux gouvernements provinciaux et fédéral. Dans ces documents, l'organisme émet ses recommandations et ses revendications quant à la culture et l'éducation françaises et aux enjeux touchant la francophonie canadienne. Elle dépose notamment des mémoires à la Commission royale d'enquête sur le bilinguisme et le biculturalisme (en 1964), à la Commission canadienne sur l'unité nationale (en 1978) et au Comité mixte permanent du Sénat (en 1986). 
L'ACELF organise diverses activités dans les milieux francophones minoritaires, comme des Salons du livres pour promouvoir et rendre accessible les livres de langue française produits au Canada: 102 de ces salons du livre ont lieu entre 1977 et 1989. En 1989, l'ACELF démarre un programme de voyages-échanges permettant à des élèves francophones de séjourner, d'apprendre et de tisser des liens dans une autre communauté francophone du pays. En 1990, l'ACELF instaure la Table nationale de concertation sur la programmation scolaire de langue française. Celle-ci, qui vise à coordonner l'action et le contenu pédagogiques des différentes provinces qu'elle regroupe, se veut un forum national d'échange d'informations et de mise en commun des ressources scolaires francophones. 
Tout au long de son histoire, l'ACELF s'implique et collabore à la mise sur pied et au développement de diverses associations. Elle contribue notamment à la formation des entités suivantes : l'Association des universités partiellement ou entièrement de langue française (en 1961), le Comité de télévision éducative (en 1962), la Commission permanente de l'enseignement par la radio et par la télévision (en 1964), l'Association québécoise des professeurs de français (en 1965), la Fédération des jeunes canadiens-français (en 1974), la Fédération des francophones hors-Québec (en 1975), la Commission nationale des parents francophones (en 1979), le Réseau francophone d'enseignement postsecondaire à distance du Canada (en 1988) et l'Alliance canadienne des responsables et des enseignantes et enseignants en français de langue maternelle (en 1989).

## Orientation idéologique contemporaine

### Vision
En 2021, l'ACELF cherche à favoriser un rapport positif à la langue française, à faire une place accrue à la relève et à augmenter le rayonnement de ses ressources en construction identitaire.

### Mission
La mission de l’ACELF est d’offrir aux intervenants en éducation francophone, par des actions efficaces et novatrices, une vision, du perfectionnement et des ressources en construction identitaire francophone. Par la réflexion et l'action de son réseau pancanadien, l'ACELF exerce son leadership en éducation pour renforcer la vitalité des communautés francophones.

### Principes directeurs
L’ACELF possède huit principes directeurs qui orientent ses interventions éducatives en construction identitaire et qui en assurent la cohérence.
En effet, ses interventions en construction identitaire doivent :
- s’inscrire dans la francophonie contemporaine;
- miser sur la créativité et l’innovation;
- valoriser la diversité;
- favoriser l’action concertée de la famille, de la communauté et de l’école;
- développer un rapport positif à la langue française;
- créer des liens au sein de la francophonie;
- encourager la mobilisation;
- viser des effets durables.

## Clientèle
L'ACELF privilégie deux clientèles sur lesquelles elle cherche à avoir une incidence positive dans le but de favoriser la construction identitaire francophone des jeunes : les institutions éducatives francophones œuvrant de la petite enfance au postsecondaire ainsi que les intervenants en éducation francophone du primaire au secondaire.

## Structure organisationnelle
L’ACELF est constituée d’un réseau pancanadien de membres, d’un conseil d’administration, d’un conseil des gouverneurs, de divers comités d’orientation et d’une équipe d’employés.

### Membres
Les membres de l’ACELF sont des personnes ou des individus qui adhèrent à la mission de l’association et qui l’appuient par leur soutien financier. L'association comprend cinq catégories de membres : les membres individuels, les membres collectifs, les membres désignés, les membres honoraires et les membres gouverneurs.

### Conseil d’administration
Le conseil d’administration assure la gestion de l’association. Il est formé de huit personnes : un président élu, quatre vice-présidents élus représentant quatre parties du territoire canadien (Atlantique, Québec, Ontario, Ouest et territoires) et trois administrateurs nommés par le conseil des gouverneurs. Le conseil d’administration a le pouvoir décisionnel sur l’ensemble des opérations, orientations et activités de l’association.

### Comité d'orientation stratégique
Le comité d'orientation stratégique est un groupe consultatif pancanadien créé par le conseil d'administration de l'ACELF pour élaborer, mettre en œuvre et suivre la réalisation de son plan stratégique ainsi que pour le conseiller sur les enjeux régionaux et pancanadiens en éducation. Il est composé des membres du conseil d'administration, de membres nommés et de membres représentant les 13 ministères de l'Éducation des provinces et territoires.

### Comités d’orientation
Les comités d’orientation orientent le développement et la mise en œuvre des programmes et des ressources de l'association en lien avec sa mission en construction identitaire. Ils sont formés de personnes-ressources expérimentées venant du milieu éducatif et de diverses régions du Canada, qui mettent leur savoir et leur expertise au service de l’association.

### Employés
L’ACELF possède une équipe d'employés qui ont la responsabilité de mener à terme les diverses activités de l’association. Le bureau des employés est localisé dans la ville de Québec.

## Programmes et ressources

### Congrès pancanadien
Le congrès pancanadien est un lieu de concertation où tous les intervenants des milieux éducatifs francophones du Canada sont conviés pour faire le point sur les défis et les enjeux de l’heure en éducation de langue française. Tenu en alternance en Atlantique, au Québec, en Ontario et dans l’Ouest, l’événement réunit des participants de toutes les régions du pays, de tous les ordres d'enseignement (du préscolaire à l'université) et de tous les types d'intervenants (enseignants, conseillers et commissaires scolaires, directeurs, parents, étudiants, personnel des ministères). Il a lieu chaque automne et se déroule sur une période de trois jours consécutifs. Selon l’année et l’endroit, le congrès rassemble entre 300 et 850 personnes.

### Stages de perfectionnement
Le programme de Stages de perfectionnement consiste en une session de perfectionnement offerte aux professionnels de l’éducation qui travaillent en milieu francophone au Canada dans une autre province que le Québec. L’ACELF définit cette session comme un lieu de formation, d’échange et de réflexion centré sur la construction identitaire en milieu éducatif francophone. Quatre stages sont offerts, soit un s’adressant aux intervenants de la petite enfance, un à ceux du primaire, un à ceux du secondaire, et un au personnel de direction d'école.  
Les stages visent cinq principaux objectifs : explorer la mission particulière des services éducatifs francophones en contexte minoritaire, briser l’isolement en créant des réseaux de solidarité en francophonie, favoriser des pratiques pédagogiques spécifiques à l’éducation de langue française, développer un sentiment d’appartenance et d’engagement à l’égard de la francophonie canadienne, encourager la responsabilisation à l’égard de l’enseignement et de l’apprentissage dans l’école française. L’approche préconisée vise à offrir aux participants une expérience formatrice globale, caractérisée par l’apprentissage de notions et de pédagogies d’actualité en éducation, la découverte de nouveaux outils, la création de liens et le ressourcement culturel.
La formation se déroule dans la ville de Québec au mois de juillet, sur une période de deux semaines. Elle est donnée principalement sous la forme d’ateliers animés par des personnes-ressources qualifiées venant de différentes régions du pays. Deux activités socioculturelles sont également rattachées au programme des stagiaires. Chaque année, le programme accueille environ 60 participants. 

### Semaine nationale de la francophonie
La Semaine nationale de la francophonie est un cadre festif que l’ACELF propose aux institutions éducatives de langue française comme occasion de célébration de la culture francophone. Elle vise à stimuler le développement d'une identité culturelle francophone dynamique et d'un fort sentiment d'appartenance à la francophonie chez les élèves, les intervenants et les gens des communautés locales. La Semaine nationale de la francophonie a été créée par l’ACELF en 1993.
Cet événement, inscrit sur une période de deux semaines au mois de mars dans le cadre des Rendez-vous de la Francophonie, s’articule autour d’un thème ou d’un slogan (renouvelé chaque année), ainsi que de concours et d’activités pédagogiques que l’ACELF propose aux écoles. Les concours permettent aux institutions éducatives de reconnaître des personnes qui se démarquent par leur engagement pour la francophonie. Les activités pédagogiques, rédigées chaque année en lien avec le thème de l’événement, sont offertes gratuitement aux enseignants de la petite enfance, du primaire et du secondaire.

### Stages en enseignement dans les communautés francophones
Les Stages en enseignement dans les communautés francophones sont offerts aux étudiants d’universités québécoises inscrits à un programme de formation de premier cycle en enseignement. Les participants effectuent un stage de 6 à 10 semaines dans une école francophone située dans une autre province que le Québec.
Le programme est fondé sur l’établissement d’ententes entre l’ACELF, les universités du Québec et les conseils scolaires francophones d’autres provinces ou territoires du Canada. En fonction de ces ententes, chaque université partenaire est jumelée à un conseil scolaire. Les stages s’inscrivent dans le parcours de formation des étudiants et donnent accès à des crédits universitaires. Selon l’université fréquentée, les étudiants effectuent leur stage en 3e ou en 4e année de formation.
Ces stages ont pour objectif de permettre aux étudiants du Québec de se familiariser avec les particularités du contexte éducatif des communautés francophones du Canada, et éventuellement de s’ouvrir de nouveaux horizons professionnels. Du point de vue des communautés francophones, l’expérience vise à favoriser un échange dynamique entre le stagiaire, l’enseignant associé, les membres de l’école et les membres de la région d’accueil, donnant lieu à des retombées positives dans le milieu scolaire et communautaire. Enfin, devant une relève enseignante qui se fait parfois rare, les stages sont aussi une occasion pour les conseils scolaires des communautés francophones de connaître de futurs enseignants qui seront qualifiés pour travailler dans ces milieux.

### Outils d’intervention
L’ACELF produit et diffuse des outils destinés à appuyer les intervenants en éducation dans les différents aspects de leur rôle et de leur mission en construction identitaire francophone.
La production de ces outils découle des objectifs que s’est donnés l’association à la suite de la publication en 2006 de son Cadre d’orientation en construction identitaire, lequel a donné à sa mission un nouvel élan en l’axant dorénavant de façon plus précise sur la construction identitaire.
Ces outils prennent la forme de trousses ou de guides, offerts en format imprimé à moindre coût ou téléchargeables gratuitement sur Internet.

### Banque d’activités pédagogiques
La Banque d’activités pédagogiques est un répertoire Internet spécialisé en construction identitaire francophone, à l’intention des enseignants de la petite enfance, du primaire, du secondaire. Elle contient une multitude d'activités pédagogiques en lien avec différents thèmes, qui ont pour but d’amener les élèves à réfléchir sur leur identité personnelle et culturelle tout en développant leur sens de la communication, de l’engagement et du leadership.  
En mars 2008, la BAP a été décorée du prix des Mérites du français dans les technologies de l’information par l’Office québécois de la langue française.

### RevueÉducation et francophonie
L’ACELF est l’organisme éditeur d’une revue scientifique arbitrée intitulée Éducation et francophonie.
Éducation et francophonie présente des résultats de recherche inédits sur l’éducation en langue maternelle française. Les thèmes qu’elle aborde touchent tous les ordres d’enseignement et font appel à la contribution de différents chercheurs à travers la francophonie internationale. Ses lecteurs sont principalement des chercheurs, professeurs, enseignants et étudiants du domaine de l’éducation et de domaines connexes tels que la psychologie et les sciences sociales.
La revue est publiée deux fois par année sur Internet, où elle est accessible intégralement et gratuitement en format PDF. Elle est aussi vendue imprimée sur demande.

## Partenariats nationaux et provinciaux
L’ACELF travaille régulièrement en partenariat avec plusieurs organismes canadiens nationaux et provinciaux en éducation, que ce soit pour l’organisation de ses programmes, pour la production de ses ressources ou par sa participation à des projets à l’échelle pancanadienne. Selon les projets et les ententes, ces organismes appuient l’ACELF dans son action par leur soutien financier ou professionnel, ou encore ils s’impliquent directement avec l’ACELF dans un projet réalisé en collaboration.
Parmi les principaux partenaires nationaux, on trouve la Fédération canadienne des directions d’école francophone, la Fédération canadienne des enseignantes et des enseignants, la Fédération culturelle canadienne-française, la Fédération de la jeunesse canadienne-française, la Fédération des communautés francophones et acadienne du Canada, la Fédération nationale des conseils scolaires francophones et la Commission nationale des parents francophones. Quant aux partenaires provinciaux, ils regroupent essentiellement, eux aussi, des fédérations et associations d’enseignants et de conseils ou commissions scolaires.
Un des principaux soutiens que reçoit l’ACELF provient des gouvernements fédéral et provinciaux du Canada, qui l’appuient financièrement dans son fonctionnement de base et dans la réalisation de plusieurs de ses activités. Les principales sources de ce financement public sont le ministère du Patrimoine canadien, les ministères de l’Éducation de toutes les provinces et de tous les territoires du pays, ainsi que le Secrétariat aux affaires intergouvernementales canadiennes du gouvernement du Québec.